# Julian Reiss

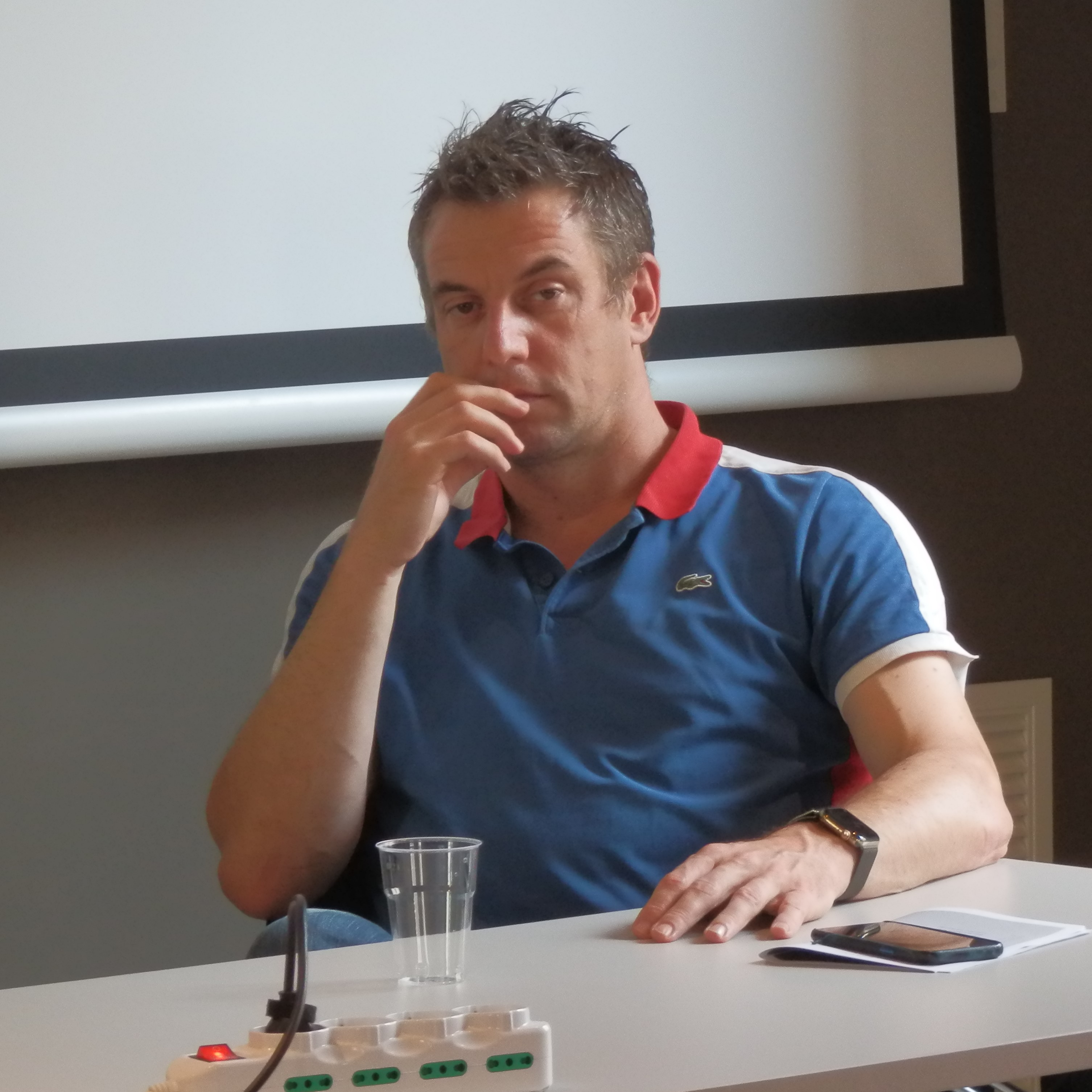
Julian Reiss, 2021

Julian Reiss (* 11. Februar 1972) ist ein deutscher Philosoph und Ökonom. Sein Forschungsschwerpunkt liegt auf der Philosophie der Ökonomie.

## Leben und Wirken
Reiss wuchs in Hamburg-Blankenese auf. Er studierte Ökonomik und Finanzwissenschaft an der Universität St. Gallen und promovierte anschließend an der London School of Economics in Philosophie, wo er u. a. von Nancy Cartwright betreut wurde.
Reiss unterrichtete u. a. an der London School of Economics, Columbia University (als Gastwissenschaftler), Erasmus-Universität Rotterdam. Seit 2013 lehrte er an der University of Durham. Dort war er auch Co-Direktor des Centre for Humanities Engaging Science and Society.
In seiner Arbeit als Philosoph der Ökonomie analysiert und kritisiert er die philosophischen Grundlagen der Wirtschaftswissenschaft. Er ist Autor eines der wenigen umfassenden Bücher zu diesem Thema (Philosophy of Economics, 2013).
Im Oktober 2019 wechselte Reiss als Leiter an das Institut für Philosophie und Wissenschaftstheorie der Johannes Kepler Universität Linz.
2020 wurde er zum Mitglied der Academia Europaea gewählt.

## Werke
- Error in Economics: Towards a More Evidence-Based Methodology. Routledge, New York, London 2008, ISBN 978-0-415-57972-8.
- Philosophy of Economics: A Contemporary Introduction. Routledge, New York, London 2013, ISBN 978-0-415-88117-3.
- Causation, Evidence, and Inference. Routledge, New York, London 2015, ISBN 978-0415394222.
- Hsiang-Ke Chao, Julian Reiss (Hrsg.): Philosophy of Science in Practice: Nancy Cartwright and the Nature of Scientific Reasoning. Springer, Dordrecht 2016, ISBN 978-3-319-45530-3.